# Total War: Three Kingdoms
Total War: Three Kingdoms è un videogioco di tipo strategico con elementi di tattica in tempo reale e arcade uscito per Windows, macOS e Linux il 23 maggio 2019. È il tredicesimo gioco della serie in totale Total War (e dodicesimo principale).

## Modalità di gioco
Come i suoi predecessori, il gioco presenta l'unione tra la strategia a turni e la tattica in tempo reale; ambientato nel periodo dei Tre Regni (220-280) avvenuto dopo la caduta della dinastia Han, il giocatore controlla una delle dodici fazioni del gioco, che si contendono l'unificazione della Cina di cui intendono diventare il sovrano supremo. Queste fazioni sono guidate da vari signori della guerra, tra cui Sun Jian, Cao Cao e Liu Bei. Le unità presenti nel gioco sono inoltre divise in varie divisioni, ognuna guidata da un generale, e ogni giocatore può portare fino a tre generali alla volta sul campo di battaglia più tre di riserva, e può avere accesso solo alle unità reclutabili dai generali. Questi generali possono anche essere accompagnati da degli "assistenti" unici, che possono essere presi anche da generali che rimangono uccisi sul campo di battaglia. Per vincere una battaglia d'assedio, che può anche essere combinata con una battaglia navale, col risultato di un assedio navale, l'assediante deve uccidere tutti i generali presenti o mantenere abbastanza a lungo il nucleo dell'insediamento. Inoltre, i generali possono sempre affrontarsi in duelli uno contro uno, che terminano quando uno dei due generali muore o si arrende e fugge. Ogni generale possiede diverse classi e specialità, che gli dona dei vantaggi passivi e attivi.
Il gioco introduce anche il concetto di "guanxi", nel quale ogni generale può occasionalmente formare dei legami e rapporti sociali con altri personaggi che incontra nella campagna, il che aggiunge una nuova strategia nella quale il giocatore dovrà comprendere tali rapporti col generale che si intende usare prima di prendere una decisione. Inoltre, i generali possiedono personalità e volubilità uniche. Questi desideri vanno soddisfatti in quanto, in caso contrario, possono portare a ripercussioni negative per il giocatore.
Il gioco comprende due modalità: la prima, "Romanzo", è basata sul Romanzo dei Tre Regni, e in essa i generali possiedono una forza praticamente sovrumana; l'altra, "Registri", si basa sulle Cronache dei Tre Regni, e presenta una versione più autentica nella quale i generali sono normali esseri umani, non possono essere più comandati separatamente e possiedono un equipaggiamento molto più accurato dal punto di vista storico.
Il gioco inizia nel 190 d.C., e la dinastia Han, un tempo gloriosa, è sul punto di crollare. L'imperatore Xian, salito al trono a soli otto anni, è una docile marionetta del signore della guerra Dong Zhuo, che domina con il pugno di ferro, la cui oppressione porta al caos totale nel quale si ergono nuovi signori della guerra che si coalizzano contro di lui.

## Fazioni giocabili
A differenza dei precedenti titoli della serie, qui le fazioni sono incarnate direttamente dai vari leader in lotta per la supremazia. Nel gioco base si possono controllare un minimo di dodici leader (aumentabili immediatamente a quindici grazie al bonus di pre-ordine su Turbanti Gialli), ognuno caratterizzato da diverse statistiche e differenti livelli di difficoltà.
Questi leader giocabili sono riuniti in specifici "macro-gruppi":
- Coalizione: Cao Cao, Liu Bei, Sun Jian, Gongsun Zan, Yuan Shao, Yuan Shu
- Tiranno: Dong Zhuo (sbloccabile dopo averlo sconfitto una prima volta nella campagna od essere diventati imperatore)
- Governatori: Kong Rong, Liu Biao, Ma Teng
- Turbanti Gialli: Gong Du, He Yi, Huang Shao
- Fuorilegge: Zhang Yan, Zheng Jiang

Nella campagna degli Otto Principi, il giocatore sceglie tra gli otto protagonisti coinvolti nel nuovo conflitto, ognuno col proprio stile di gioco:
- Sima Yong, il difensore opportunista
- Sima Jiong: il reggente imperioso
- Sima Yue: il sovrintendente imperiale
- Sima Ai: l'amministratore di sani principi
- Sima Ying: il governatore amato
- Sima Lun: il principe usurpatore
- Sima Liang: il reggente legittimo
- Sima Wei: il generale violento

Nella campagna "Mandate of Heaven" si contrappongono principalmente personaggi affiliati alla dinastia imperiale degli Han e i leader dei Turbanti Gialli, ma tornano alcuni personaggi di rilievo della campagna principale, spesso coinvolti in missioni che riflettono la loro ascesa al potere.
- Dinastia Han: Liu Hong (Imperatore Ling), Liu Chong, Lu Zhi
- Turbanti Gialli: Zhang Jue, Zhang Liang, Zhang Bao
- Altri leader: Cao Cao, Liu Bei, Sun Jian, Dong Zhuo

Infine, nella campagna "A World Betrayed", le macro-fazioni presenti sono pressoché le stesse della campagna principale, solo che il gruppo della Coalizione è stato rinomato "Signori della Guerra", Sun Ce e Lü Bu sostituiscono rispettivamente Sun Jian e Dong Zhou, entrambi deceduti, mentre i Turbanti Gialli, debellati, sono anche loro assenti.
Con il DLC "The Furious Wild" viene aggiunta la sottofazione delle tribù Nanman, divisa nei leader Meng Huo, Dama Zhurong, Re Mulu e Re Shamoke, tutti impersonabili sia nella campagna classica che in quella di A World Betrayed, e il loro obiettivo principale è riunificare le varie tribù Nanman sotto un unico sovrano.
Con l'ultimo DLC, "Fates Divided", è stata aggiunta una nuova fazione intergenerazionale. Nella campagna principale e in quella di A World Betrayed si giocherà nei panni di Liu Zhang, e in quella di Fates Divided nei panni di suo figlio Liu Yan. Entrambi puntano a stabilire una stirpe duratura per la loro famiglia.

## Contenuti scaricabili

### DLC
| Nome DLC                       | Data d'uscita    | Descrizione |
| ------------------------------ | ---------------- | --- |
| Ribellione dei Turbanti Gialli | 23 maggio 2019   | Disponibile come bonus di pre-ordine, aggiunge tre fazioni giocabili nella campagna principale, associabili appunto alla rivolta dei Turbanti Gialli. |
| Reign of Blood                 | 27 giugno 2019   | Aggiunge effetti di sangue e smembramenti durante le battaglie. |
| Eight Princes                  | 8 agosto 2019    | Aggiunge una nuova campagna basata sulla guerra degli otto principi e ambientata 100 anni dopo gli eventi della campagna originale. |
| Mandate of Heaven              | 16 gennaio 2020  | Aggiunge una campagna prequel, ambientata nella Ribellione dei Turbanti Gialli, che parte nel 182 e può continuare nella campagna di base. |
| A World Betrayed               | 19 marzo 2020    | Aggiunge una nuova campagna ambientata nel 194, quattro anni dopo l'inizio di quella principale. Si svolge in un periodo fondamentale nella storia dei Tre Regni, in cui Dong Zhou e Sun Jian sono morti e Lü Bu e Sun Ce, i loro eredi, ne hanno preso il posto. |
| The Furious Wild               | 3 settembre 2020 | Espande la mappa del gioco, includendo la nuova cultura delle tribù Nanman e aumentando la diversità di fazioni, le unità e gli stili di gioco. |
| Fates Divided                  | 11 marzo 2021    | Aggiunge un'ulteriore campagna, ambientata nel 200, incentrata sulla risoluzione della rivalità tra Cao Cao e Yuan Shao, e che introduce anche la fazione di Liu Yan, figlio ed erede di Liu Zhang.                                                               |

### FreeLC
| Nome FreeLC | Data d'uscita    | Descrizione |
| ----------- | ---------------- | --- |
| Tao Qian    | 16 gennaio 2020  | Aggiunge Tao Qian nel gruppo dei Governatori, utilizzabile sia nella campagna di Mandate of Heaven che in quella principale.                  |
| Yan Baihu   | 19 marzo 2020    | Aggiunge Yan Baihu, detto La Tigre Bianca, nel gruppo dei Banditi, utilizzabile sia nella campagna A World Betrayed che in quella principale. |
| Shi Xie     | 3 settembre 2020 | Aggiunge Shi Xie tra le file dei Governatori, ed è utilizzabile sia nella campagna classica che in quella di A World Betrayed.                |

## Accoglienza
| Testata                          | Giudizio          |
| -------------------------------- | ----------------- |
| Metacritic (media al 30-01-2020) | 85/100            |
| Eurogamer                        | Raccomandato      |
| Game Informer                    | 8.5/10            |
| GameSpot                         | 8.0/10            |
| IGN                              | 9.3/10            |
| PC Gamer (US)                    | 78/100            |
| PCGamesN                         | 7/10              |
| The Guardian                     | [ 19 ]            |
| Rock, Paper, Shotgun             | RPS Bestest Bests |
| Spaziogames                      | 7.8/10            |
| Multiplayer.it                   | 8.0/10            |

Il gioco ha avuto un'accoglienza positiva.

### Vendite
Stando all'azienda sviluppatrice Creative Assembly, Total War: Three Kingdoms è ad oggi il gioco più preordinato di tutta la serie, e detiene anche il record di giocatori concorrenti della serie, con oltre 160'000 giocatori in gioco simultaneamente al giorno d'uscita e persino 192'000 nel primo weekend, rendendolo il gioco più giocato in concorrenza su Steam. Il gioco ha venduto maggiormente in tutta la storia del franchise, con oltre un milione di copie in meno di una settimana a partire dalla sua uscita iniziale.

### Premi
| Anno | Premio                            | Categoria                            | Risultato       | Nota   |
| ---- | --------------------------------- | ------------------------------------ | --------------- | ------ |
| 2018 | Game Critics Awards               | Miglior Strategico                   | Vincitore/trice | [ 28 ] |
| 2018 | Gamescom                          | Miglior Strategico                   | Vincitore/trice | [ 29 ] |
| 2019 | 2019 Golden Joystick Awards       | Gioco PC dell'Anno                   | Candidato/a     | [ 30 ] |
| 2019 | The Game Awards 2019              | Miglior Strategico                   | Candidato/a     | [ 31 ] |
| 2020 | 23rd Annual D.I.C.E. Awards       | Strategy/Simulation Game of the Year | Candidato/a     | [ 32 ] |
| 2020 | NAVGTR Awards                     | Art Direction, Period Influence      | Candidato/a     | [ 33 ] |
| 2020 | NAVGTR Awards                     | Engineering                          | Candidato/a     | [ 33 ] |
| 2020 | NAVGTR Awards                     | Game, Strategy                       | Candidato/a     | [ 33 ] |
| 2020 | NAVGTR Awards                     | Original Dramatic Score, Franchise   | Candidato/a     | [ 33 ] |
| 2020 | 16th British Academy Games Awards | British Game                         | Candidato/a     | [ 34 ] |